# EHF-Europapokal der Pokalsieger der Frauen 1994/95
Am EHF-Europapokal der Pokalsieger 1994/95 nahmen 32 Handball-Vereinsmannschaften aus 31 Ländern teil. Diese qualifizierten sich in der vorangegangenen Saison in ihren Heimatländern im Pokalwettbewerb für den Europapokal. Bei der 19. Austragung des Pokalsiegerwettbewerbs, gewann mit Dunaferr SE  zum dritten Mal eine Mannschaft aus Ungarn den Pokal.

## 1. Runde
Die Hinspiele der 1. Runde fanden zwischen dem 8.–15. Oktober und die Rückspiele zwischen dem 14.–16. Oktober 1994 statt.
|                            | Gesamt    |                          | Hinspiel  | Rückspiel |
| -------------------------- | --------- | ------------------------ | --------- | --------- |
| SC Impex Topoľníky         | 37:42     | Borussia Dortmund        | 16:18     | 21:24     |
| Gabrovo HC                 | 25:58     | Dunaferr SE              | 12:25 (1) | 13:33     |
| Leganes Alcampo            | 27:43     | Rossijanka Wolgograd     | 17:17     | 10:26     |
| Jomsa Rimini               | 44:65     | Gjerpen IF Skien         | 27:26     | 17:39     |
| RK Lokomotiva Zagreb       | 41:46     | Chimistul Râmnicu Vâlcea | 23:22     | 18:24     |
| HC Berchem                 | (2)       | Spartak Kiew             | -:-       | -:-       |
| ÍB Vestmannaeyja           | 34:46     | USM Gagny                | 13:22 (3) | 21:24     |
| Irsta HF                   | 35:54     | TV Lützellinden          | 16:25     | 19:29     |
| Handball Femina Vise       | 33:47     | Academico Madeira        | 19:21     | 14:26     |
| TKS Saturnus               | 45:45 (4) | Eglė Vilnius             | 22:21     | 23:24     |
| Anadolu Uni Eskisehir      | 38:42     | GKS Piotrkovia           | 22:14     | 16:28     |
| Kolcheti Poti              | 22:70     | Rødovre Håndboldklub     | 13:33 (5) | 09:37     |
| RK Vardar Skopje           | 44:55     | RK Krim Electa Ljubljana | 24:26     | 20:29     |
| Union Admira Landhaus Wien | 63:34     | Ethnikos Kozani          | 35:12     | 28:22     |
| Kiriat Sharet Holon        | 27:55     | Novesta Zlin             | 13:29 (6) | 14:26     |
| VVV Universität Gomel      | 60:52     | Spono Nottwil            | 34:25 (7) | 26:27     |

## Achtelfinale
Im Achtelfinale fanden die Hinspiele vom 12.–19. November und die Rückspiele vom 19.–20. November 1994 statt.
|                          | Gesamt |                            | Hinspiel  | Rückspiel |
| ------------------------ | ------ | -------------------------- | --------- | --------- |
| Dunaferr SE              | 48:32  | Rødovre Håndboldklub       | 25:13     | 23:19     |
| TV Lützellinden          | 57:33  | GKS Piotrkovia             | 35:13     | 22:20     |
| Rossijanka Wolgograd     | 61:38  | Academico Madeira          | 30:16 (8) | 31:22     |
| VVV Universität Gomel    | 41:65  | Borussia Dortmund          | 18:29 (9) | 23:36     |
| Gjerpen IF Skien         | 47:50  | Novesta Zlin               | 26:25     | 21:25     |
| Chimistul Râmnicu Vâlcea | 54:56  | RK Krim Electa Ljubljana   | 32:24     | 22:32     |
| Spartak Kiew             | 64:33  | KS Saturnus                | 33:16     | 31:17     |
| USM Gagny                | 49:29  | Union Admira Landhaus Wien | 23:14     | 26:15     |

## Viertelfinale
Im Viertelfinale fanden die Hinspiele vom 21.–22. Januar und die Rückspiele vom 28.–29. Januar 1995 statt.
|                          | Gesamt |                   | Hinspiel | Rückspiel |
| ------------------------ | ------ | ----------------- | -------- | --------- |
| Spartak Kiew             | 44:48  | Dunaferr SE       | 25:24    | 19:24     |
| Rossijanka Wolgograd     | 51:36  | USM Gagny         | 32:22    | 19:14     |
| RK Krim Electa Ljubljana | 44:52  | Borussia Dortmund | 20:28    | 24:24     |
| TV Lützellinden          | 49:33  | Novesta Zlin      | 24:14    | 25:19     |

## Halbfinale
Im Halbfinale fanden die Hinspiele vom 18.–19. März und die Rückspiele am 25. März 1995 statt.
|                 | Gesamt |                      | Hinspiel | Rückspiel |
| --------------- | ------ | -------------------- | -------- | --------- |
| TV Lützellinden | 54:48  | Borussia Dortmund    | 30:24    | 24:24     |
| Dunaferr SE     | 44:42  | Rossijanka Wolgograd | 24:19    | 20:23     |

## Finale
Das Hinspiel fand am 29. April 1995 in der Sporthalle Gießen-Ost und das Rückspiel am 6. Mai 1995 in der Dunaferr Sportcsarnok von Dunaújváros statt.
|                 | Gesamt |             | Hinspiel | Rückspiel |
| --------------- | ------ | ----------- | -------- | --------- |
| TV Lützellinden | 43:49  | Dunaferr SE | 25:23    | 18:26     |